# Кофанова Олена Вікторівна
Кофанова Олена Вікторівна (нар.14 квітня 1961, м. Архангельськ, РФ) — радянська та українська вчена-хімік, педагог, кандидат хімічних наук (1990), доктор педагогічних наук (2013)..

## Біографія
Кофанова Олена Вікторівна у 1984 р. закінчила Київський політехнічний інститут (нині Національний технічний університет України «Київський політехнічний інститут імені Ігоря Сікорського»), в якому й працює. З 2014 року — професор кафедри інженерної екології.

## Наукові дослідження
Основні напрямки наукових досліджень:
- поведінка несиметричних електролітів у неводних розчинах;
- екологія людини;
- методичні засади хімічної підготовки майбутніх бакалаврів-екологів у технічних навчальних закладах.[1]

## Основні наукові праці
- Комплексне застосування інформаційних технологій та хімічних знань у дипломному проектуванні студентів-екологів // Вісн. Нац. тех. ун-ту України «Київ. політех. ін-т». Філософія. Психологія. Педагогіка. 2010. Вип. 1;
- Концептуальні засади відбору змісту хімічної підготовки майбутніх бакалаврів-екологів у технічних університетах України // Педагогіка і психологія. 2012. № 1;
- Хімічна підготовка майбутніх інженерів-екологів: теорія і практика. К., 2012.